# Klasztor w Sandomierzu
Klasztor w Sandomierzu (szw. Klostret i Sendomir) – szwedzki niemy film dramatyczny z 1920 roku w reżyserii Victora Sjöströma stworzony na podstawie krótkiego opowiadania z 1828 roku autorstwa Franza Grillparzera. Premiera niemieckiej adaptacji tego opowiadania w reżyserii  Rudolfa Meinerta (Das Kloster von Sendomir) miała miejsce rok wcześniej.

## Fabuła
Główną część filmu stanowi retrospekcja dokonana przez mnicha, który opowiada dwóm szlachcicom zmierzającym do Warszawy historię panowania hrabiego Starszeńskiego nad Sandomierzem. W wyniku intrygi uknutej przez jego niewierną żonę, która zdradziła go z jej własnym kuzynem, zmuszony był przeznaczyć wszystkie środki na budowę klasztoru, w którym się znajdują. Na końcu filmu okazuje się, że mnich jest w rzeczywistości hrabią Starszeńskim.

## Obsada
- Tore Svennberg – Hrabia Starszeński
- Tora Teje – Elga
- Richard Lund – Oginsky
- Renée Björling – Dortka
- Albrecht Schmidt – Zarządca
- Gun Robertson – Córka hrabiego Starszeńskiego
- Erik A. Petschler – Szlachcic
- Nils Tillberg – Szlachcic
- Gustaf Ranft – Opat
- Yngwe Nyquist – Służący
- Axel Nilsson – Zakonnik
- Jenny Tschernichin-Larsson – Wdowa
- Emil Fjellström – Zakonnik